# Julián Cuesta
Julián Cuesta Díaz (ur. 28 marca 1991 w Campotéjar) – hiszpański piłkarz występujący na pozycji bramkarza w greckim klubie Aris FC. 
Jest wychowankiem Sevilli, występował w UD Almería. 22 czerwca 2017 podpisał roczny kontrakt z Wisłą Kraków. Po sezonie 2017/2018 jego kontrakt wygasł i nie został przedłużony.